# Ора (провінція Больцано)
Ора (італ. Ora) — муніципалітет в Італії, у регіоні Трентіно-Альто-Адідже,  провінція Больцано.
Ора розташована на відстані близько 510 км на північ від Рима, 35 км на північний схід від Тренто, 18 км на південь від Больцано.

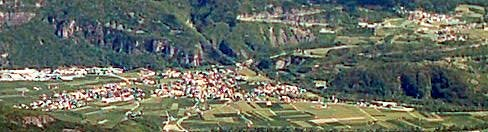

Населення — 3602 особи (2014).

## Демографія
Населення за роками:

Станом на 1 січня 2023 року в муніципалітеті офіційно проживало 389 іноземців з 42 країн, серед них 89 громадян країн Євросоюзу та 10 громадян України.

## Сусідні муніципалітети
- Альдіно
- Бронцоло
- Монтанья
- Термено-сулла-Страда-дель-Віно
- Вадена